# 504
504 је била преступна година.

## Догађаји
- Википедија:Непознат датум — Готи заузимају Сингидунум.

- Рат са Сасанидском Персијом: Цар Анастасије I добија предност у Јерменији, са обновљеном инвестицијом Амиде.
- Краљ Кавад I предаје град-тврђаву Амида и пристаје на примирје са Византијским царством.
- Краљ Теодорик Велики побеђује Гепиде, и протерује их из њихове домовине (Паноније).
- Остроготи су опљачкали Београд, на Дунаву и Сави (савремена Србија).
- Теодорик Велики гради Цркву Сан Аполинаре Нуово, првобитно посвећену Христу Искупитељу.